# Saudia
A Saudia (árabe سعودية, antigamente Saudi Arabian Airlines) é uma companhia aérea saudita baseado em Jeddah e home base no Aeroporto de Jeddah e outras bases em Dammam e Riyadh. É uma das maiores companhias aéreas do Oriente Médio, bem como um membro da Arab Air Carriers Organization e da aliança de companhias aéreas SkyTeam.

## Historia
Saudi Arabian Airlines começou em 1945 com um único bimotor DC-3 (Dakota) HZ-AAX dada ao rei Abdul Aziz como um presente pelo presidente norte-americano Franklin D. Roosevelt. Isto foi seguido meses depois, com a aquisição de mais dois DC-3, e estes formaram o núcleo do que em alguns anos mais tarde viria a se tornar uma das maiores companhias aéreas do mundo. Hoje Saudia tem 152 aeronaves, incluindo as mais recentes e avançadas de grande porte jatos atualmente disponíveis: B747-400s, B787, B777-300, Airbus A320 e A330.
A Saudia aderiu formalmente a aliança SkyTeam, em 29 de maio de 2012, tornando-se o 16º membro da aliança global e primeiro membro do Oriente Médio. A transportadora também aproveitou a ocasião para rebatizar o nome, adotando o nome antigo de "Saudia".
Empresa aérea da Arábia Saudita que faz voos domésticos para 25 cidades diferentes e internacionais para 47 cidades na Europa, Oriente Médio, Ásia e América do Norte.
 
O programa Alfursan foi criado e desenvolvido pela Saudia Airlines para presentear os mais fiéis passageiros, que além de passagens aéreas gratuitas, recebem descontos em cadeias de hotéis, locadoras de carro e outros serviços oferecidos por parceiros da companhia.

## Frota

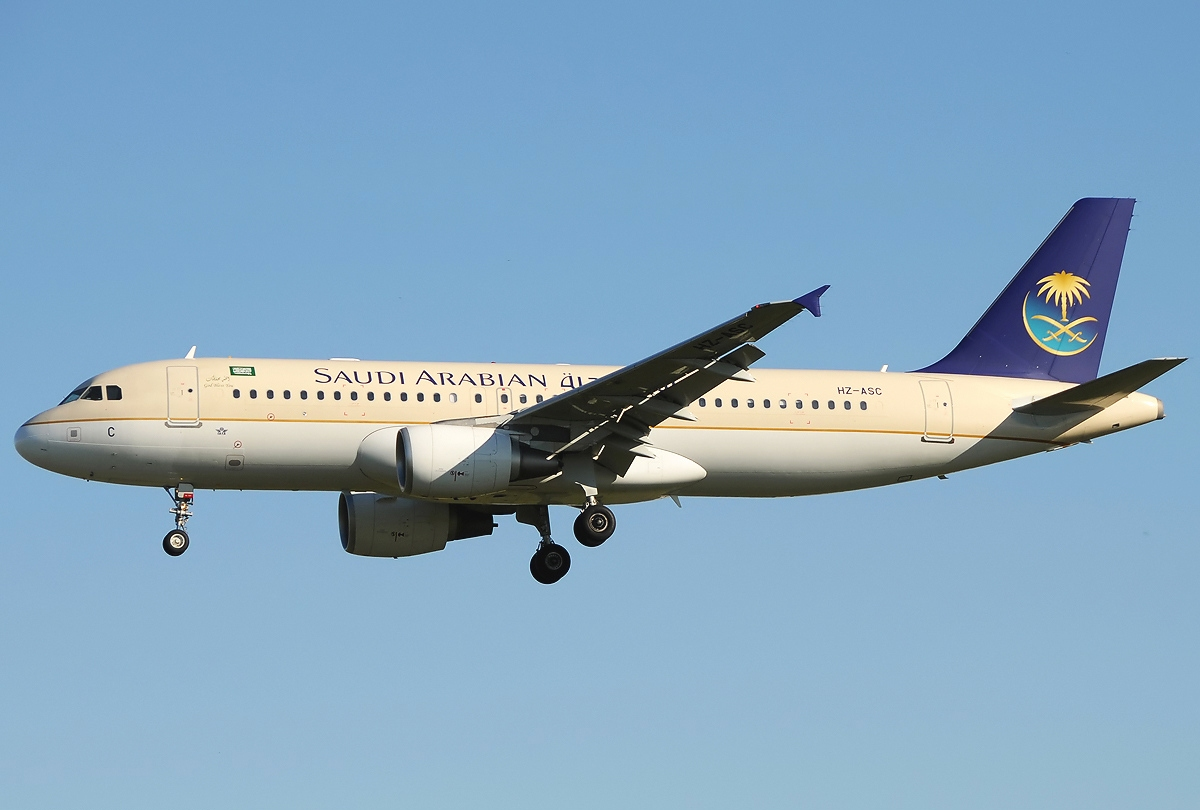
Airbus A320 da Saudia.

A frota da Saudia consiste nas seguintes aeronaves:
| Aeronave                | Em Operação | Pedidos | Passageiros | Passageiros | Passageiros | Passageiros | Notas |
| Aeronave                | Em Operação | Pedidos | F           | B           | Y           | Total       | Notas |
| ----------------------- | ----------- | ------- | ----------- | ----------- | ----------- | ----------- | ----- |
| Airbus A320-200         | 38          | -       | 0           | 12          | 132         | 144         |       |
| Airbus A320-200         | 38          | -       | 0           | 20          | 96          | 116         |       |
| Airbus A321-200         | 15          | -       | 0           | 20          | 145         | 165         |       |
| Airbus A321Neo          | 6           | -       | 0           | 20          | 145         | 165         |       |
| Airbus A330-300         | 34          | -       | 0           | 36          | 262         | 298         |       |
| Airbus A330-300         | 34          | -       | 0           | 36          | 252         | 288         |       |
| Boeing 747-400          | 2           | -       | 0           | 32          | 402         | 434         |       |
| Boeing 777-300ER        | 35          | -       | 18          | 53          | 245         | 305         |       |
| Boeing 777-300ER        | 35          | -       | 0           | 30          | 383         | 413         |       |
| Boieng 787-9            | 13          | 39      |             | 24          | 274         | 298         |       |
| Boieng 787-10           | 8           | 10      |             | 24          | 333         | 357         |       |
| Hawker Beechcraft 400XP | 1           | -       | -           | -           | -           | -           | -     |
| Saudia Cargo            |             |         |             |             |             |             |       |
| Boeing 747-400(F)       | 2           | -       | Cargo       | Cargo       | Cargo       | Cargo       |       |
| Boeing 777-F            | 4           | -       | Cargo       | Cargo       | Cargo       | Cargo       |       |
| Total                   | 158         | 49      |             |             |             |             |       |

## Ligação externa
- (em inglês) Pagina principal da Saudia